# Penrhyndeudraeth
Penrhyndeudraeth (que en gal·lès significa península amb dues platges) és una població de Gal·les del comtat de Gwynedd. Té uns 2.000 habitants.

## Història
Es va establir en aquest lloc la població a la meitat del segle xix per l'acció del propietari local David Williams of Castell Deudraeth a Minffordd en terres dessecades mitjançant el drenatge d'aiguamolls. L'assentament més antic es deia Cefn Coch ('Carena roja') i, així i tot, l'escola de primària del poble es diu Ysgol Cefn Coch.
Abans de la dessecació els habitants vivien de l'agricultura i d'una peita mina de coure
A partir de 1872 s'hi instal·là una indústria d'explosius per a fabricar nitrocel·lulosa per a la guerra i la mineria. A causa d'aquesta activitat, i de l'emmagatzemament d'explosius, hi moriren molts treballadors

## Residents famosos
- El filòsof Bertrand Russell
- El poeta Nathaniel Jones